# Deán Funes
Deán Funes é um município da província de Córdova, na Argentina.